# رستوران گوردون رمزی
رستوران گوردون رمزی (انگلیسی: Restaurant Gordon Ramsay) رستورانی مشهور است که متعلق به سرآشپز نامدار بریتانیایی گوردون رمزی است و در خیابان رویال هاسپیتال چلسی قرار دارد. این رستوران رد سال ۱۹۹۸ راه‌اندازی شد و در آن هنگام، تنها رستوران او بود. این رستوران در سال ۲۰۱۱  سه ستاره میشلن دریافت کرد و تا سال ۲۰۲۲ همچنان سه ستارهٔ خود را به‌مدت ۲۱ سال متمادی حفظ کرده بود. این رستوران در سال ۲۰۰۲ به‌عنوان دومین رستوران برتر جهان انتخاب شد. 
این رستوران در سپتامبر ۲۰۰۶، با هزینه‌ای ۱٫۵ میلیون پوندی بازسازی شد و بار دیگر در سال ۲۰۱۳ با یک آرت دکو طراحی و تزیین شد. در سال ۲۰۲۰، «مَت آبه» به عنوان سرآشپز ارشد آن منصوب شد.